# Haven-Stad
Haven-Stad is een geplande nieuwe woonwijk in het noordwesten van de gemeente Amsterdam, in de Nederlandse provincie Noord-Holland. In juni 2017 presenteerde het Amsterdamse stadsbestuur plannen voor deze nieuwe wijk in een gedeelte van het Westelijk Havengebied (Westpoort) en Amsterdam-Noord binnen de ring van de A10. Het gebied beslaat 12 deelgebieden die nu nog voornamelijk in gebruik zijn als havengebied, industriegebied en bedrijventerrein.

## Plangebied
Haven-Stad omvat ruwweg het gebied ten oosten van de Ringweg A10, langs de beide oevers van het Noordzeekanaal. Het gebied reikt tot aan de Houthavens en de Spaarndammerbuurt, de zuidelijke begrenzing de Haarlemmerweg/N200. Ook wordt het gebied Sloterdijk-Centrum ten westen van de A10 tot het gebied gerekend, alsmede de Noorder IJplas, net aan de andere kant van de A10. Het plan Haven-Stad wordt onderverdeeld in 12 deelgebieden:
- Sloterdijk I (omgeving Transformatorweg en Kabelweg)
- Sloterdijk-Centrum
- Coen- en Vlothaven
- Alfadriehoek
- Melkweg Oostzanerwerf
- Cornelis Douwes 0-1
- Cornelis Douwes 2-3
- Minervahaven
- Sportpark Transformatorweg
- Zaanstraat Emplacement
- Groot Westerpark
- Noorder IJplas

Binnen het gebied liggen de Coenhaven, Minervahaven en de Vlothaven. Dit zijn nu nog voor de Amsterdamse haven belangrijke haven- en bedrijventerreinen die pas ontwikkeld kunnen worden als de zwaardere havenbedrijven verhuisd zijn. De bedrijven hebben de toezegging dat ze tot 2040 op hun plek mogen blijven. Het gebied was anno 2017 vrijwel onbewoond.
Binnen het plangebied liggen NS- en metrostation Amsterdam Sloterdijk en metrostation Isolatorweg. Ook zijn er binnen het gebied twee stadsparken voorzien, het Westerpark wordt uitgebreid en de Noorder IJplas wordt ontwikkeld tot nieuw stadspark.

## Ontwikkeling
De ontwikkeling van Haven-Stad is al begonnen in de deelgebieden Sloterdijk Centrum, nabij het station Sloterdijk en op het terrein Sloterdijk I, het bedrijventerrein rond de Transformatorweg. De meeste andere gebieden van Haven-Stad vallen binnen het contour van Pas op de plaats. Binnen dit gebied van Haven-Stad wil de gemeente vanaf 2029 gaan starten met de transitie naar woon-werkgebied. In totaal zouden er tussen de 40.000 en 70.000 woningen worden gebouwd. Voorts zouden er ook 45.000 tot 58.000 extra arbeidsplaatsen bij kunnen komen.
De gemeente gaat ervan uit dat een deel van de bestaande bedrijven en kantoren kan blijven, gecombineerd met woningbouw erboven of eromheen, en dat bedrijven met milieuhinder (lawaai, stank, stof) verplaatst moeten worden. Met name rond de havenbekkens Coen- en Vlothaven zijn de plannen omstreden, vanwege de belangentegenstelling tussen grote havenbedrijven en industrieën versus de woningbouw. Pas na 2025 wordt er beslist of dit deel van het plan uitgevoerd gaat worden.
Of alle gebieden ook daadwerkelijk ontwikkeld worden zoals voorzien is onduidelijk. In september 2024 besloot de Provincie Noord-Holland een streep te zetten door de plannen voor de bouw van 9.600 woningen op het Cornelis Douwesterrein 2-3 waar een grote scheepswerf ligt (Shipdock). Dit terrein werd aangewezen als 'Industrieterrein van Provinciaal Belang'. Het Rijk wil deze locatie behouden voor onderhoud aan marineschepen.
In het Oostelijk Havengebied vond al in de jaren negentig van de 20e eeuw een vergelijkbare transitie plaats van havengebied naar woonwijk. Daar waren de havens echter niet meer voor havenbedrijven en industrieën in gebruik.

### Verkeer en vervoer
Als er meer woningbouw in dit gebied zal verrijzen dient er volgens ook de gemeente ook gekeken te worden naar hoe de inwoners van Haven-Stad de wijk binnenkomen en verlaten. Zo komt er in Haven-Stad minder ruimte voor de auto en meer ruimte voor openbaar vervoer, fiets en voetgangers. Zo wordt er een goed fietsnetwerk aangelegd en wordt het ov-netwerk uitgebreid. Er wordt aan gedacht om Metrolijn 50 vanaf de Isolatorweg door te trekken naar de overkant van het Noordzeekanaal en via de NDSM-werf naar het Noorderpark of om de metro via twee mogelijke routes door te trekken naar het Centraal Station.
De metro zou dan de volgende routes kunnen krijgen: Isolatorweg – (Transformatorweg / Minervahaven – Houthavens) – Westerpark – (Korte Prinsengracht) – Centraal Station. Hierbij kan er dus gekozen worden voor een route via de Transformatorweg of de Minerva- en Houthavens.
Ook is er in het kader van Sprong over het IJ het idee ontstaan om de verbinding van de IJ-oevers te verbeteren door een voor het openbaar vervoer bestemde stedelijke kabelbaan, de zogenaamde IJbaan, aan te leggen. Deze kabelbaan zou in eerste instantie twee stations tellen, met de mogelijkheid tot verlenging van de lijn. De IJbaan volgt een route vanaf het NDSM-terrein naar de Minervahaven. De aanleg van deze kabelbaan zou goedkoper zijn dan de voorgestelde metro via nagenoeg dezelfde route.

## Kaart
| Havens en werven in het Amsterdamse havengebied |
| --- |
| · Afrikahaven Zanzibarhaven Madagascarhaven Amerikahaven Alaskahaven Cacaohaven Texashaven Aziëhaven Australiëhaven Tasmaniëhaven ADM-haven Westhaven Hornhaven Moezelhaven Mainhaven Beringhaven Suezhaven Bosporushaven Sonthaven Jan van Riebeeckhaven Usselincxhaven C. Reynierszhaven Adenhaven Ashaven Petroleumhaven Coenhaven Mercuriushaven Vlothaven Neptunushaven Minervahaven Houthaven Nieuwe Houthaven Bewaarhaven Oude Houthaven Sixhaven Ponthaven IJhaven Ertshaven Spoorwegbassin Entrepothaven Shipdock NDSM Oranjewerf Oranjesluizen P.W.Alexandersluis Noordzeekanaal IJ Dirk Metselaarhaven Isaac Baarthaven Wim Thomassenhaven |

 Abberdaan · Admiralenbuurt · Amstel III · Amsteldorp · Amstelkwartier · Andreas Ensemble · Apollobuurt · ArenAPoort · Bajeskwartier · Banne Buiksloot · Bedrijventerrein Sloterdijk · Bellamybuurt · Betondorp · Bijlmer · Binnenstad · Bloemenbuurt · Borgerbuurt · Borneo · Bos en Lommer · Buiksloot · Buiksloterham · Buikslotermeer · Buiteneiland · Buitenveldert · Bullewijk · Burgwallen Oude Zijde · Burgwallen Nieuwe Zijde · Centrum Amsterdam Noord · Centrumeiland · Chassébuurt · Chinatown · Cremerbuurt (Amsterdam) · Cruquius · Czaar Peterbuurt · Da Costabuurt · Dapperbuurt · De Aker · De Baarsjes · De Bongerd · De Eendracht · De Heining · De Krommert · De 9 Straatjes · De Omval · De Pijp · Diamantbuurt · Driemond · Disteldorp · Dubbele Buurt · Duivelseiland · Duvelshoek · Elzenhagen · Erasmusparkbuurt · Floradorp · Frederik Hendrikbuurt · Funenpark · Gaasperdam · Gein · Geuzenveld · Gibraltarbuurt · Gouden Reael · Gulden Winckelbuurt · Grachtengordel · Haarlemmerbuurt · Hallenkwartier · Haven-Stad · Haveneiland · Havenstraatterrein · Helmersbuurt · Het Funen · Holendrecht · Hoofddorppleinbuurt · Houthaven · IJ-oevers · IJburg · IJdock · IJplein · Indische Buurt · Jan Maijenbuurt · Java-eiland · Jeruzalem · Jeugdland ·Jodenbuurt · Jordaan · Julianapark · Kadijken · Kadoelen · Kattenburg · Kinkerbuurt · KNSM-eiland · Kolenkitbuurt · Kop van Jut · Van der Kunbuurt · Laan van Spartaan · Landlust · Landstrekenbuurt · Lastage · Leidsebuurt · Lutkemeer · Marathonbuurt · Marineterrein · Marken · Marktkwartier · Medisch Centrum Slotervaart · Mercatorbuurt · Middelveldsche Akerpolder · Molenwijk · Museumkwartier · Nellestein · Nieuw Sloten · Amsterdam Nieuw-West · Nieuwe Pijp · Nieuwendam · Nieuwendammerdijk en Buiksloterdijk · Nieuwendammerham · Nieuwezijde · Nieuwmarkt · Noorderhof · Noordoever Sloterplas · Noordse Bos · Olympisch Kwartier · Omval · Ookmeer · Oostelijk Havengebied · Oostelijke Eilanden · Oostelijke Handelskade · Oostenburg · Oosterdokseiland · Oosterparkbuurt · Oostoever Sloterplas · Oostpoort · Oostzanerwerf · Osdorp · Oud Osdorp · Oud-Oost · Oud-West · Oud-Zuid · Oude Pijp · Oudezijde · Overamstel · Overhoeks · Overtoombuurt · Overtoomse Buurt · Overtoomse Veld · Park Haagseweg · Park de Meer · Plan van Gool · Plan West · Plan Zuid · Planciusbuurt · Plantagebuurt · Postjesbuurt · Prinses Irenebuurt · Rapenburg · Reigersbos · Riekerpolder · Rieteilanden · Rietlanden · Rivierenbuurt · Robert Scottbuurt · Roeterseiland · Ruigoord · Schinkel (bedrijventerrein) · Schinkelbuurt · Science Park · Sloten · Sloterdijk · Sloterdijk-Centrum · Slotermeer · Slotervaart · Sluisbuurt · Spaarndammerbuurt · Spieringhorn · Sporenburg · Sportheldenbuurt · Staatsliedenbuurt · Stadionbuurt · Steigereiland · Strandeiland · Teleport · Transvaalbuurt · Trompbuurt · Tuindorp Buiksloot · Tuindorp Buiksloterham · Tuindorp Nieuwendam · Tuindorp Oostzaan · Tuttifruttidorp · Van Tijenbuurt · Uilenburg · Universiteitskwartier · Valkenburg · Van der Kunbuurt · Van der Pekbuurt · Van Lennepbuurt · Venserpolder · Vlooienburg · Vogelbuurt · Vogeldorp · Vogeltjeswei · Volewijck · Vondelparkbuurt · Vrije Geer · Waalseiland · Watergraafsmeer · Waterlandpleinbuurt · Waterwijk · Weesp · Weesperbuurt · Weespertrekvaartbuurt · Weesperzijde · Westelijke Eilanden · Westelijke Tuinsteden · Westerdokseiland · Westerpark · Westpoort · Willemspark · Wittenburg · Zeeburg · Zeeburgereiland · Zeeheldenbuurt · Zuidas · Zuideramstel